# 곰섬
곰섬(웅도, 熊島)은 경상남도 창원시 마산합포구에 있는 섬이다. 특정도서로 지정하여 관리되고 있다.

## 특정도서
곰섬은 해식애, 해식동 등 지형경관이 우수하고, 곰솔 군락이 발달하여 「독도 등 도서지역의 생태계보전에 관한 특별법」에 의거 특정도서로 지정되었다.
- 지정번호 : 제155호
- 면적 : 27,489m2
- 지번 : 경상남도 창원시 마산합포구 구산면 구복리 193,193-1